# Rimbaud (cràter)
Rimbaud és un cràter d'impacte en el planeta Mercuri de 78 km de diàmetre. Porta el nom del poeta francès Arthur Rimbaud (1854-1891), i el seu nom va ser aprovat per la Unió Astronòmica Internacional el 1985.